# Unbegleiteter minderjähriger Flüchtling
Ein unbegleiteter minderjähriger Flüchtling (abgekürzt: umF bzw. MUFL) ist verkürzt ausgedrückt ein minderjähriger Flüchtling, der ohne Begleitung eines für ihn verantwortlichen Erwachsenen aus dem Ausland eingereist oder im Inland ohne Begleitung zurückgelassen worden ist.
Neben wirtschaftlichen Gründen, Kriegen und bewaffneten Konflikten, gehören unter anderem der Einsatz von Kindern als Kindersoldaten, Gewalt im familiären Umfeld einschließlich drohender Zwangsheirat, Zwangsbeschneidung oder Genitalverstümmelung sowie Kinder- bzw. Menschenhandel zu Gründen für die Flucht von unbegleiteten Minderjährigen.

## Begriff
Nach Art. 2 Buchstabe d und e der Richtlinie 2013/33/EU (Aufnahmerichtlinie) bezeichnet der Ausdruck „Minderjähriger“ einen Drittstaatsangehörigen oder Staatenlosen unter 18 Jahren. „Unbegleiteter Minderjähriger“ bezeichnet einen Minderjährigen

„der ohne Begleitung eines für ihn nach dem einzelstaatlichen Recht oder den Gepflogenheiten des betreffenden Mitgliedstaats verantwortlichen Erwachsenen in das Hoheitsgebiet eines Mitgliedstaats einreist, solange er sich nicht tatsächlich in der Obhut eines solchen Erwachsenen befindet; dies schließt Minderjährige ein, die nach der Einreise in das Hoheitsgebiet eines Mitgliedstaats dort ohne Begleitung zurückgelassen wurden.“

In ihrer Mitteilung an das Europäische Parlament und den Rat spricht die Europäische Kommission von minderjährigen Migranten.
Die Begriffsverwendung für Minderjährige, die sich nicht in Begleitung eines für sie gesetzlich verantwortlichen Volljährigen befinden und nicht die Staatsangehörigkeit des Landes besitzen, in dem sie sich befinden, ist je nach deutschem Rechtsgebiet uneinheitlich. Im Aufenthaltsrecht spricht man vom unbegleiteten minderjährigen Ausländer (§ 58 Abs. 1a AufenthG), im deutschen Sozialrecht von ausländischen Kindern und Jugendlichen nach unbegleiteter Einreise (§ 42a SGB VIII).

## Internationale Abkommen zum Schutz von Minderjährigen
In vier internationalen Abkommen verpflichtet sich die Bundesrepublik Deutschland, den Schutz für unbegleitete Minderjährige zu garantieren.
Das internationale Flüchtlingsrecht beruht auf der Genfer Flüchtlingskonvention von 1951, die zwar keine besonderen Regelungen für minderjährige Flüchtlinge enthält, der von ihr ausgehende allgemeine rechtliche Schutz erstreckt sich aber auch auf Kinder und Jugendliche, da die Konvention keine Altersgrenzen kennt.
Nach dem Haager Minderjährigenschutzabkommen von 1961, gefolgt von dem Haager Übereinkommen über den Schutz von Kindern von 2011, üben die Gerichte oder Verwaltungsbehörden der Vertragsstaaten, in deren Hoheitsgebiet sich Flüchtlingskinder und Kinder befinden, die infolge von Unruhen in ihrem Land in ein anderes Land gelangt sind, Maßnahmen zum Schutz der Person und des Vermögens des Kindes aus. Dazu gehört z. B. die Unterbringung in einer Jugendhilfeeinrichtung, die Einsetzung eines Vormundes oder Pflegers und die Regelung des Aufenthalts.
Nach Art. 1 der UN-Kinderrechtskonvention (KRK) von 1989, in der Bundesrepublik Deutschland am 5. April 1992 in Kraft getreten, ist ein Kind jeder Mensch, der das achtzehnte Lebensjahr noch nicht vollendet hat, soweit die Volljährigkeit nach dem auf das Kind anzuwendenden Recht nicht früher eintritt. Nach Art. 3, 4 und 22 KRK ist bei allen Maßnahmen der Vertragsstaaten, die Kinder betreffen, gleichviel ob sie von öffentlichen oder privaten Einrichtungen der sozialen Fürsorge, Gerichten, Verwaltungsbehörden oder Gesetzgebungsorganen getroffen werden, das Wohl des Kindes vorrangig zu berücksichtigen. Außerdem treffen die Vertragsstaaten geeignete Maßnahmen, um sicherzustellen, dass ein Kind, das die Rechtsstellung eines Flüchtlings begehrt oder als Flüchtling angesehen wird, angemessenen Schutz und humanitäre Hilfe bei der Wahrnehmung der Rechte erhält, unabhängig davon, ob es sich in Begleitung seiner Eltern oder einer anderen Person befindet oder nicht. Die Vertragsstaaten haben sich verpflichtet, alle geeigneten Gesetzgebungs-, Verwaltungs- und sonstigen Maßnahmen zur Verwirklichung dieser Rechte zu treffen. Nachdem die deutsche Bundesregierung ihren anlässlich der Ratifizierung der UN-Kinderrechtskonvention am 6. Juli 1992 erklärten Vorbehalt mit völkerrechtlicher Wirkung zum 15. Juli 2010 zurückgenommen hat, sind die völkerrechtlichen Vertragsbestimmungen der KRK in Deutschland unmittelbar anwendbar.
In der Europäischen Union hat die am 26. Juni 1997 verabschiedete Entschließung über unbegleitete minderjährige Drittstaatsangehörige gemeinsame Standards für den Bereich der Einreise, des Aufenthalts einschließlich der Fragen der Unterbringung, Betreuung und Versorgung, des Asylverfahrens und der Rückführung begründet.
Für Minderjährige aus Nicht-EU-Staaten, die einen Asylantrag stellen, sind in den Mitgliedstaaten der Europäischen Union außerdem Art. 23 und 24 der EU-Aufnahmerichtinie und Art. 6 und 8 der Dublin III-Verordnung zu berücksichtigen. Die Vorschriften betreffen eine mögliche Familienzusammenführung im Interesse des Kindeswohls sowie die Gewähr für eine rechtliche Vertretung des Minderjährigen und seine angemessene Unterbringung.
Die Staaten Dänemark, Frankreich und Rumänien erheben nach Untersuchungen verschiedener Presseorgane von 2021 keine statistischen Daten zu unbegleiteten Flüchtlingskindern.

## Nationales Recht

### Deutschland
Nach § 2 BGB tritt die Volljährigkeit mit der Vollendung des 18. Lebensjahres ein. Personen vor Vollendung des 18. Lebensjahres sind minderjährig.

#### Gesetzgebung
Als Deutschland 1992 die UN-Kinderrechtskonvention nur unter Vorbehalt ratifizierte, lag der Grund für die Vorbehalte darin, dass die Bundesregierung Flüchtlingskindern nicht dieselben Rechte wie deutschen Kindern zugestehen wollte. Im Juli 2010 nahm die Bundesregierung ihre Vorbehalte zurück, und seitdem gilt die Kinderrechtskonvention auch in Deutschland uneingeschränkt. 2013 war die nationale Gesetzgebung noch nicht in vollem Umfang an die neue Situation angepasst. Insbesondere bestanden Defizite bezüglich des Rechts von Flüchtlingskindern auf Bildung und bezüglich des Schutzes 16- und 17-jähriger Flüchtlinge.
Ein Gesetzesentwurf der SPD-Fraktion „zur Verbesserung der Situation Minderjähriger im Aufenthalts- und Asylverfahrensrecht“, mit dem die Fraktion die deutsche Rechtslage an die Maßstäbe der UN-Kinderrechtskonvention anzupassen gedachte, wurde im April 2013 im Bundestag beraten und abgelehnt. In der Anhörung wurde u. a. hervorgehoben, dass die geplanten Maßnahmen, insbesondere eine Anhebung der Verfahrensfähigkeit auf 18 Jahre und ein Ausschluss des Flughafenverfahrens, sich nicht zwingend aus der Kinderrechtskonvention ergäben. Inzwischen wurde die Handlungsfähigkeit Minderjähriger sowohl im allgemeinen Aufenthaltsrecht (§ 80 AufenthG), als auch im Asylrecht (§ 12 AsylG) aufgehoben; seitdem benötigen alle Minderjährigen im Verfahren einen gesetzlichen Vertreter. Eine eigene Asylantragstellung durch die Minderjährigen ist nicht mehr möglich.
Am 1. November 2015 trat das Gesetz zur Verbesserung der Unterbringung, Versorgung und Betreuung ausländischer Kinder und Jugendlicher in Kraft. Mit dem Gesetz wurde durch eine Ergänzung der Kinder- und Jugendhilfe in Deutschland im Achten Buch Sozialgesetzbuch (SGB VIII) eine bundesweite Aufnahmepflicht der Länder für unbegleitete ausländische Kinder und Jugendliche unter 18 Jahren eingeführt, die sich am Kindeswohl und dem besonderen Schutzbedürfnis von unbegleiteten Minderjährigen ausrichtet (§§ 42a bis 42f, § 7 Abs. 1 Nr. 1 und Nr. 2 SGB VIII).
Das Gesetz zur besseren Durchsetzung der Ausreisepflicht verpflichtet seit dem 29. Juli 2017 die Jugendämter, in geeigneten Fällen für von ihnen in Obhut genommene unbegleitete minderjährige Ausländer, die möglicherweise internationalen Schutz (§ 1 Absatz 1 Nummer 2 AsylG) benötigen, umgehend von Amts wegen einen Asylantrag zu stellen (§ 42 Abs. 2 Satz 5 SGB VIII).

#### Rechtliche Stellung
Die Rechtsstellung unbegleiteter ausländischer Minderjähriger berührt das Kinder- und Jugendhilferecht, das Ausländer- und Asylrecht sowie die Rechtsstellung Minderjähriger in Deutschland allgemein.
Soweit Minderjährige rechtlich nicht handlungsfähig sind, benötigen sie einen gesetzlichen Vertreter, insbesondere gegenüber Behörden und Gerichten.

##### Kinder- und Jugendhilfe
In Deutschland wird ein ausländischer Minderjähriger nach § 42, § 42a SGB VIII vom Jugendamt in Obhut genommen und in einer Einrichtung der Kinder- und Jugendhilfe untergebracht, wenn er nicht in Begleitung eines Personensorge- oder Erziehungsberechtigten eingereist ist. Häufigste stationäre Wohnformenen sind spezialisierte betreute Wohngruppen oder die Vollzeitpflege in einer Gastfamilie. Begleitete Minderjährige werden dagegen meist mit ihren Eltern in Erstaufnahmeeinrichtungen und Gemeinschaftsunterkünften untergebracht. Volljährige unter 21 Jahren können sich an das Jugendamt wenden und dort nach § 41 SGB VIII Hilfe für junge Volljährige erhalten.
Im sog. Clearingverfahren stellt das Jugendamt auch das Alter der betreffenden Person fest.
Für einen unbegleiteten Minderjährigen bestellt das Familiengericht gegebenenfalls einen Vormund (§ 55 SGB VIII in Verbindung mit § 1773 Abs. 1 2. Alt. BGB). Bei der Auswahl des Vormunds wird einem ehrenamtlichen Einzelvormund Vorrang gegeben (§ 1791a Abs. 1 Satz 2 und § 1791b Abs. 1 Satz 1 BGB); andernfalls kommen eine Vereins-, Amts- oder Berufsvormundschaft infrage (siehe Artikel „Vormundschaft“, Abschnitt „Auswahl des Vormundes“). Der Vormund soll für das Kind bei allen persönlichen Sorgen und Problemen eine Anlaufstelle sein. Im Rahmen der Personensorge, welche zu den Rechte und Pflichten des Vormunds zählt, hat er ihm zudem bei allen asyl- und ausländerrechtlichen Fragen während des Asyl- oder anderer aufenthaltsbezogener Verfahren Hilfestellung zu geben. Fehlen ihm die entsprechenden Rechtskenntnisse, muss er fachlichen Rat hinzuziehen.

##### Ausländer- und Asylrecht
Nach § 36 Abs. 1 Aufenthaltsgesetz steht, jedenfalls bei gleichzeitiger oder in zeitlichem Zusammenhang stehender Antragstellung, beiden Eltern eines unbegleiteten minderjährigen Flüchtlings bis zu dem Zeitpunkt, zu dem das Kind volljährig wird, ein Nachzugsrecht zu, wenn das Kind ein eigenständiges Aufenthaltsrecht hat und ein solches eigenständiges Aufenthaltsrecht bei den Eltern fehlt. Der Umfang der hierauf beruhenden Zuwanderung war in der Vergangenheit sehr gering: Am 30. Juni 2015 besaßen in Deutschland nur 504 Personen eine Aufenthaltserlaubnis aufgrund einer solchen Familienzusammenführung. Zum November 2015 gab es 45.000 unbegleitete minderjährige Flüchtlinge, die potentiell ein Recht auf Familiennachzug haben. (siehe hierzu auch: Familienzusammenführung).
Nach dem früheren § 12 Asylverfahrensgesetz konnten 16- und 17-jährige Asylsuchende selbst einen Antrag auf Asyl stellen. Zur Frage, ob dem 16- bis 17-jährigen Minderjährigen dabei ein Rechtsanwalt als Ergänzungspfleger beizustehen hat, bestanden gegenläufige Urteile. Aus der 2010 erfolgten Rücknahme von Deutschlands Vorbehalt gegen die UN-Kinderrechtskonvention schloss das Amtsgericht Gießen, dass eine Ungleichbehandlung von unter 16-jährigen und über 16-jährigen Minderjährigen seitdem nicht mehr aufrechtzuerhalten ist und ein Ergänzungspfleger zu bestellen ist. Das Oberlandesgericht Karlsruhe schloss jedoch anderslautend, dass es dem Staat überlassen sei, geeignete Maßnahmen zur Erreichung des in Art. 22 Abs. 1 der UN-Kinderrechtskonvention festgelegten Ziels (Sicherstellung angemessenen Schutzes und humanitärer Hilfe bei der Wahrnehmung von Rechten) zu erreichen und verwies insbesondere auf die Möglichkeit der Beantragung von Prozesskostenhilfe. Inzwischen ist durch den neu gefassten § 12 AsylG die Handlungsfähigkeit von unter 18-jährigen Personen aufgehoben worden. Zusätzlich sind durch eine Ergänzung des Achten Buches Sozialgesetzbuch (SGB VIII) Regelungen über die vorläufige Inobhutnahme von ausländischen Kindern und Jugendlichen nach unbegleiteter Einreise getroffen worden (§§ 42a bis § 42f SGB VIII).
Unbegleitete Minderjährige sind in der Regel vor einer Abschiebung geschützt, da sich die Ausländerbehörde nach § 58 Abs. 1a AufenthG vergewissern muss, dass der Minderjährige im Rückkehrstaat einem Mitglied seiner Familie, einer zur Personensorge berechtigten Person oder einer geeigneten Aufnahmeeinrichtung übergeben wird.
Minderjährige Asylsuchende sind grundsätzlich nicht vom Flughafenverfahren ausgenommen.

##### Minderjährigenrecht
Ab wann eine Schulpflicht für minderjährige Flüchtlinge besteht, ist wegen der Kulturhoheit der Länder in den einzelnen Bundesländern unterschiedlich geregelt. Die Schulpflicht greift frühestens innerhalb der ersten Tage bis spätestens 6 Monate nach der Einreise. In München gibt es die eigens für Flüchtlinge eingerichtete SchlaU-Schule. Der Deutsche Lehrerverband forderte bereits 2011 einen „Masterplan zur Integration heranwachsender Flüchtlinge in das Schulwesen“.
Auf Jugendliche bis 17 Jahre, unter Umständen auch Heranwachsende bis 20 Jahre ist Jugendstrafrecht anwendbar. Für den Fall einer Freiheitsentziehung regeln Artikel 37 d der UN-Kinderrechtskonvention, § 69 JGG ausdrücklich das Recht auf Zugang zu einem rechtskundigen oder anderen geeigneten Beistand.

#### Statistik
| Jahr | Inobhutnahme | Asylerstanträge |
| ---- | ------------ | --------------- |
| 2010 | 2.822        | 1.948           |
| 2011 | 3.482        | 2.126           |
| 2012 | 4.767        | 2.096           |
| 2013 | 6.584        | 2.486           |
| 2014 | 11.642       | 4399            |
| 2015 | 42.300       | 22.255          |
| 2016 | 44.935       | 35.939          |
| 2017 | 22.492       | 9.084           |

Der Großteil der Antragstellenden im Jahr 2017 war im ersten Halbjahr 16 oder 17 Jahre alt (ca. 82 %) und männlich (ca. 86 %). Die Hauptherkunftsländer waren Afghanistan (25,2 %), Eritrea (22,3 %), Somalia (10,2 %), Guinea (8,2 %) und Syrien (7,8 %). Von den insgesamt 55.890 Geflüchteten „in jugendhilferechtlicher Zuständigkeit“ waren 24.116 sogenannte junge Volljährige. Diese bleiben über das 18. Lebensjahr hinaus in der Jugendhilfe, wenn ihre Betreuer und die Jugendämter einen besonderen Jugendhilfebedarf feststellen.
Eine Untersuchung von Flüchtlingen in Münster (vor allem aus Afghanistan, Guinea, Algerien und Eritrea), an deren Altersangaben Zweifel bestanden, ergab, dass im Zeitraum 2007 bis 2018 etwa 40 Prozent dieser Flüchtlinge, die sich bei ihrer Einreise als Minderjährige ausgegeben hatten, 18 Jahre oder älter waren.

#### Rechtspolitische Debatte zur Altersfeststellung
Der Umgang mit den Altersangaben von Flüchtlingen ist umstritten und wird in Deutschland nicht einheitlich gehandhabt. In manchen Regionen werden alle Flüchtlinge, die ein Alter unter 18 Jahren angeben, ohne medizinische Altersschätzung und zum Teil auch ohne formale Altersschätzung in Obhut genommen. In anderen Regionen wird bei Zweifeln an der Altersangabe regelmäßig eine medizinische Altersschätzung angeordnet. Im Bundesland Hamburg ist ein abgestuftes Verfahren vorgeschrieben. Wenn eine sichere nichtmedizinische Altersfeststellung möglich ist, wird auf Basis dieser Informationen entschieden. Anderenfalls wird eine medizinische Altersschätzung angeordnet. Die Teilnahme an der medizinischen Altersschätzung ist freiwillig. Die Ethikkommission der Bundesärzteschaft weist jedoch darauf hin, dass die Verweigerung der medizinischen Altersschätzung in der Regel zur Annahme der Volljährigkeit führt und somit „zum Nachteil des zu Begutachtenden“ ist. In Bayern wird die ärztliche Altersfeststellung ebenfalls genutzt. Bleiben auch nach einer ärztlichen Untersuchung Restzweifel an der Volljährigkeit wird gemäß Art. 25 Abs. 5 RL/EU 2013/32 Minderjährigkeit angenommen (in dubio pro puero).
Die Einstufung als unbegleiteter minderjähriger Flüchtling bringt Mehrkosten für die Betreuung und Verpflegung mit sich. Laut Bundesverwaltungsamt sind dies im Durchschnitt einschließlich kindgerechter Unterbringung und Hilfen zur Erziehung monatlich 5.250 € und damit ein Vielfaches der Kosten für einen erwachsenen Flüchtling. Auch im Falle einer Strafverfolgung ist die Einstufung relevant.
Die saarländische Ministerpräsidentin Annegret Kramp-Karrenbauer (CDU) forderte anlässlich des Kriminalfalls in Kandel 2017 ein bundeseinheitliches Verfahren zur Altersfeststellung. Denn aktuell wird trotz der gesetzlichen Regelung in § 42f SGB VIII in vielen Jugendämtern auch in Zweifelsfällen keine ärztliche Altersschätzung eingeholt. Beispielsweise empfahl das Integrations- und Sozialministerium von Baden-Württemberg, die Regelung nicht umzusetzen. Ein Sprecher des Bundesfamilienministeriums erklärte auf Anfrage, man wisse, wie uneinheitlich die Praxis der Altersfeststellung in den Kommunen und Ländern sei. Befürworter einer bundeseinheitlichen („flächendeckenden“) medizinischen Altersfeststellung von unbegleiteten minderjährigen Flüchtlingen bei Zweifelsfällen verweisen darauf, dass das medizinisch festgestellte Alter häufig nicht mit der Altersangabe der Person übereinstimmt. Laut dem Direktor des Rechtsmedizinischen Instituts am Universitätsklinikum Hamburg, Klaus Püschel, ergaben die an seinem Institut durchgeführten ärztlichen Untersuchungen in der Vergangenheit, dass „ungefähr drei Viertel der untersuchten Personen viel älter“ gewesen seien, als sie behaupteten. Laut Ulf Küch, Stellvertretender Vorsitzender des Bundes Deutscher Kriminalbeamter, sei der Polizei schon seit 2015 bekannt, dass sich unter den unbegleiteten minderjährigen Flüchtlingen auch Erwachsene befinden. Wünsche von Seiten der Polizei, das Alter von angeblich 15-Jährigen ärztlich prüfen zu lassen, habe das Jugendamt aber regelmäßig abgelehnt. Küch hoffe, dass die Ergebnisse der Studie des Kriminologen Christian Pfeiffer zum Anstieg der Gewaltkriminalität zu einem Umdenken führe. Der Oberbürgermeister von Tübingen, Boris Palmer (Die Grünen), forderte „angesichts der erheblichen Kosten und offenkundigen Gefahren, die von dieser Gruppe junger Männer ausgeht“ eine Beweislastumkehr: Ohne Nachweis der Minderjährigkeit solle jede Person „als Erwachsener behandelt“ werden.
Kritiker, wie die rheinland-pfälzische Ministerpräsidentin Malu Dreyer (SPD), sind hingegen der Ansicht, dass die bisherige Regelung, dass Jugendämter bei Zweifeln oder auf Antrag der Betroffenen eine ärztliche Untersuchung veranlassen können, ausreichend sei.
Die kinder- und jugendpsychiatrischen Fachgesellschaften und Fachverbände kritisierten in einer gemeinsamen Stellungnahme insbesondere die Genitaluntersuchungen als „stark umstrittene“ Methode, weshalb das Überschreiten von Schamgrenzen „medizinisch nicht zu rechtfertigen“ sei. Zudem altere der menschliche Körper „durch das Erleben von sexuellem Missbrauch oder durch übermäßige Belastungen im Rahmen der Flucht“ schneller, was eine biologische Altersschätzung unmöglich mache. Der Präsident des Berufsverbandes der Kinder- und Jugendärzte erklärte im Januar 2018, dass die niedergelassenen Ärzte froh seien, wenn sie ihre regulären Patienten versorgen könnten. Die Untersuchungen zur Altersschätzung seien medizinisch schwierig und organisatorisch kaum zu bewältigen.
In Deutschland werden üblicherweise Röntgenuntersuchungen des linken Handgelenks, der Zähne oder der Schlüsselbeine zur Bestimmung des Alters durchgeführt. Eine genaue Feststellung des chronologischen Alters einer Person ist nicht möglich, es kann nur näherungsweise geschätzt werden. In ärztlichen Gutachten werden daher üblicherweise das wahrscheinlichste Alter und/oder das Mindestalter angegeben. Die Angabe des Mindestalters soll verhindern, dass ein zu hohes Alter ermittelt wird. Das ermittelte Alter liege somit praktisch immer unter dem tatsächlichen Alter.
Die Bundesärztekammer lehnt ärztliche Untersuchungen zur Altersschätzung von Asylsuchenden, beispielsweise mittels Röntgenaufnahme, ab. Die Zentrale Ethikkommission der Bundesärztekammer hatte zuletzt Ende 2016 angezweifelt, dass ärztliche Altersbestimmungen zuverlässig sind und dass es eine ausreichende gesetzliche Grundlage für ärztliche Altersschätzungen außerhalb des Strafprozesses gibt. Flächendeckende Untersuchungen ohne medizinische Indikation seien ein Eingriff in das Menschenwohl, insbesondere sei das Röntgen ohne medizinische Indikation „ein Eingriff in die körperliche Unversehrtheit“, so Verbandspräsident Frank Ulrich Montgomery. Die Untersuchungen seien aufwendig, teuer und mit großen Unsicherheiten belastet. Röntgenuntersuchungen seien „nach den Regeln des Strahlenschutzes“ nur in einem Strafprozess zulässig.
Die Badische Zeitung berichtet, dass der Rechtsmediziner Klaus Püschel für die Schätzung der Volljährigkeit eine Sicherheit von 95 % angibt. Eine Ungenauigkeit von zwei Jahren sei dabei einberechnet. Ob jemand 17, 18 oder 19 ist, könne er nicht unterscheiden. Der Rechtsmediziner Andreas Schmeling beklagte in einem Interview mit der FAZ, dass bei Berichten über die ärztliche Altersfeststellung oft mit Nebelkerzen gearbeitet würde. Er stellte klar, dass die forensische Altersschätzung keinen präzisen Geburtstag, Geburtsmonat oder Geburtsjahr liefern könne. Es würde aber oft nicht darauf hingewiesen, dass Behörden und Gerichte kein exaktes Alter benötigten, sondern nur wissen müssten, ob jemand über 14, über 18 oder über 21 Jahre alt ist. In einem gemeinsam mit Püschel und drei weiteren Rechtsmedizinern verfassten Artikel argumentierte er 2016 im Deutschen Ärzteblatt, dass durch die Anwendung des Mindestalterskonzepts sichergestellt werde, dass das forensische Alter der begutachteten Person praktisch immer unter dem tatsächlichen Alter liege. Entsprechend sei das Überschreiten einer juristisch relevanten Altersgrenze dann mit „an Sicherheit grenzender Wahrscheinlichkeit“ erwiesen, wenn das ermittelte Mindestalter oberhalb der juristisch relevanten Altersgrenze liege. Ob eine medizinische Untersuchung verhältnismäßig ist, muss im jeweiligen Einzelfall nach § 81 a Absatz 2 Satz 1 StPO durch einen Richter, bei Gefährdung des Untersuchungserfolges durch Verzögerung auch durch den Staatsanwalt, entschieden werden.
In Paragraf 42 f SGB VIII ist geregelt, dass: „Auf Antrag des Betroffenen oder seines Vertreters oder von Amts wegen hat das Jugendamt in Zweifelsfällen eine ärztliche Untersuchung zur Altersbestimmung zu veranlassen“. Damit sind die Jugendämter gesetzlich berechtigt und verpflichtet in Zweifelsfällen eine ärztliche Untersuchung einzuholen. Vor Erlass der Norm war die Rechtsprechung zur Frage der Zulässigkeit von Röntgenuntersuchungen außerhalb von Strafverfahren uneinheitlich. Zu einer ähnlichen Vorschrift (§ 49 Abs. 6 AufenthG) hat das Verwaltungsgericht Hamburg bereits rechtskräftig entschieden, „dass nach Maßgabe des Verhältnismäßigkeitsgrundsatzes eine im Rahmen des Üblichen liegende Gesundheitsgefährdung des zu Untersuchenden durch Röntgenbestrahlung hinzunehmen und nicht als Gesundheitsnachteil im Sinne der Vorschrift aufzufassen ist.“ Diese Rechtsprechung entspricht auch der einschlägigen rechtswissenschaftlichen Literatur. Bei einer für die Altersschätzung üblichen Röntgenaufnahme der Hand entsteht eine Strahlenbelastung von 0,1 Mikrosievert. Wird zusätzlich noch der Kiefer geröntgt, wie häufig mit dem Ziel einer genaueren Altersbestimmung, fällt eine zusätzliche Belastung von 50 Mikrosievert an. Zum Vergleich: Der deutsche Durchschnittsbürger bekommt im Jahr etwa 2000 Mikrosievert durch Röntgenstrahlung ab, dazu 1000 bis zu 2000 Mikrosievert durch die normale Umgebungsstrahlung. Es gibt keinen Grenzwert, unterhalb dem Strahlung als völlig unbedenklich anzusehen wäre.
Der Bundesfachverband unbegleitete minderjährige Flüchtlinge (BumF), eine Vereinigung von Organisationen der Flüchtlings- und Jugendhilfe, positionierte sich 2015 – unterstützt u. a. von der Bundesärztekammer – gegen die ärztliche Altersfeststellung und versuchte verschiedene Landesregierungen davon zu überzeugen, diese als unethisch auszusetzen. Im Mai 2015 teilte die rot-grüne Landesregierung von Baden-Württemberg daraufhin den Jugendämtern mit, dass eine medizinische Altersbestimmung im Vergleich zu einer Altersbestimmung im Rahmen einer qualifizierten Inaugenscheinnahme „keinen zusätzlichen, validen Erkenntnisgewinn“ biete. Das Resultat bezeichnete die Badische Zeitung als „uneinheitlich“: In Freiburg sank die Quote der vom Jugendamt als volljährig eingestuften Flüchtlinge von 38 % in der ersten Jahreshälfte 2015 auf 21 % in der zweiten Jahreshälfte. 2016 wurden in Freiburg 19 % als volljährig eingestuft. In Karlsruhe und Konstanz blieb der Anteil zwischen 2015 und 2016 konstant bei etwa 20 %. Auf Initiative der schwarz-roten Bundesregierung trat im Oktober 2015 die Änderung zu Paragraf 42 f SGB VIII in Kraft, die in Zweifelsfällen eine ärztliche Altersschätzung anordnete. Das Integrations- und Sozialministerium von Baden-Württemberg empfahl den Jugendämtern entgegen der geltenden Rechtslage auf die medizinische Methode zu verzichten. Ähnlich hielten es auch die Behörden einiger anderer Bundesländer. In anderen Bundesländern werden gemäß Gesetzeslage in Zweifelsfällen ärztliche Gutachten eingeholt. Im Saarland wurde nach Angaben der Ministerpräsidentin bei Zweifelsfällen durch ärztliche Untersuchungen in 35 % der Fälle die Volljährigkeit festgestellt. In Hamburg wurde nach Angaben des Leiters des rechtsmedizinischen Instituts bei 50 % – 75 % der Zweifelsfälle durch ärztliche Untersuchung die Volljährigkeit festgestellt.
Im Strafprozess ist die Röntgenuntersuchung der Hand zur ärztlichen Altersbestimmung eine geeignete Methode, bei der gesundheitliche Nachteile mit an Sicherheit grenzender Wahrscheinlichkeit ausgeschlossen sind. Die ärztliche Untersuchung wird bei hinreichendem Tatverdacht durch einen Richter oder Staatsanwalt angeordnet.
Im März 2018 veröffentlichten 23 Nichtregierungsorganisationen der Jugend- und Flüchtlingshilfe eine Stellungnahme, nach der die jugendhilferechtliche Alterseinschätzung in keinem sachlichen Kontext zu Fragen der Kriminalitätsaufklärung und -prävention steht und nach der, anders als in der öffentlichen Diskussion suggeriert werde, seit 2015 eine bundesweite gesetzliche Grundlage für die Altersbestimmung im jugendhilferechtlichen Verfahren besteht. Die kolportierten Defizite bei den Jugendämtern seien Vollzugsdefizite, die durch die hohen Zuzugszahlen in den Jahren 2015 und 2016 und eine gleichzeitige Änderung des bundesweiten Verteilverfahrens verursacht worden seien. Die Verbände sprachen sich deshalb gegen eine Gesetzesänderung bei der jugendhilferechtlichen Alterseinschätzung aus.

### Österreich
Das Niederlassungs- und Aufenthaltsgesetz (NAG) definiert (in § 2 Abs. 1 Z. 17) einen unbegleiteten Minderjährigen als einen minderjährigen Fremden, der sich nicht in Begleitung eines für ihn gesetzlich verantwortlichen Volljährigen befindet. Für den unbegleiteten Minderjährigen sieht das NAG zur Wahrung des Kindeswohls Ausnahmen bei der Aushändigung von Aufenthaltstiteln und Dokumentationen (in § 19 Abs. 7 NAG), bei der Antragstellung im Inland (in § 21 Abs. 3 Z. 1) und beim Nachweis von Deutschkenntnissen (in § 21a Abs. 5 Z. 1) vor. Einem in Österreich aufhältigen Drittstaatsangehörigen, der ein unbegleiteter minderjähriger Fremder ist, ist unter bestimmten Umständen (nach § 41a NAG Abs. 10) eine Rot-Weiß-Rot-Karte plus zu erteilen.

### Schweden
Schweden führte Ende Mai 2017 eine freiwillige ärztliche Altersuntersuchung für Flüchtlinge ein, die angeben minderjährig zu sein. Eine Verweigerung des Tests kann als Indiz für eine Volljährigkeit gewertet werden. Zur Altersbestimmung wird entweder eine Röntgenuntersuchung von Weisheitszähnen und eine Kernspintomographie des Kniegelenks vorgenommen. Die ersten 581 Altersuntersuchungen ergaben die Einschätzung:
dass 442 (76 %) volljährig (18 Jahre oder älter), dass 5 (1 %) überwiegend wahrscheinlich volljährig und 134 (23 %) minderjährig wären.
Die Direktorin des schwedischen nationalen Rats für Rechtsmedizin Monica Rodrigo erwiderte Anfang 2018 auf Kritik an der Kniegelenkanalyse, dass diese zusammen mit dem socialstyrels und anderen Behörden entwickelt wurde und weitergeführt wird. Justizminister Morgan Johansson unterstützte dies.
Im September 2018 veröffentlichten der Rechtsmediziner Fredrik Tamsen und der Mathematikprofessor Peter Mosstad eine Studie im International Journal for Legal Medicine basierend auf den statistischen Ergebnissen des schwedischen Rats für Rechtsmedizin kamen sie zu dem Ergebnis, dass ein Kniegelenk um 1 – 1,5 Jahre früher den Reifezustand erreicht als die Zähne. Demnach wären 15 % der als Erwachsene klassifizierten unbegleiteten minderjährigen Flüchtlinge also Tausende von Asylsuchenden in 2017 fälschlich für volljährig erklärt worden.

### Vereinigtes Königreich

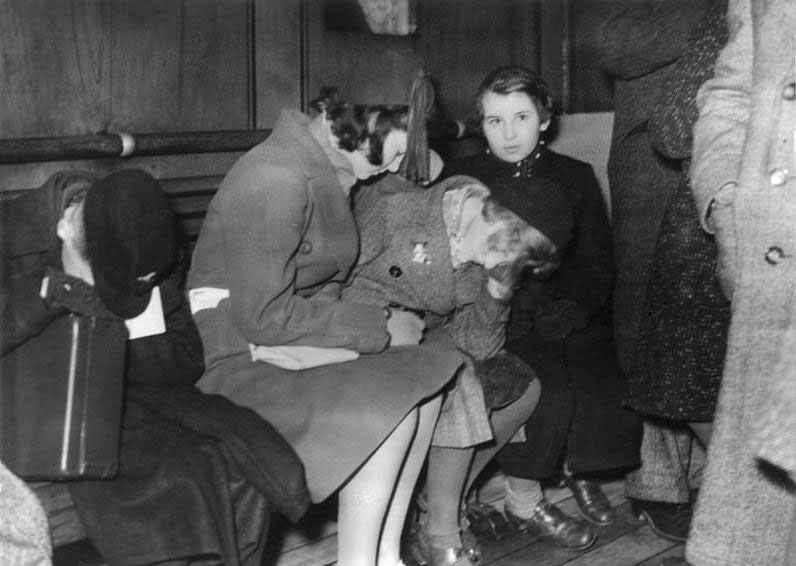
Jüdische Flüchtlingskinder bei der Ankunft in Harwich, 1938

Etwa 10.000 überwiegend jüdische Kinder wurden nach dem Novemberpogrom von 1938 vor dem Kriegsausbruch mit den Kindertransporten von jüdischen Hilfsorganisationen aus Deutschland, Österreich und der Tschechoslowakei vor dem Holocaust im Königreich in Sicherheit gebracht. Die Gesamtzahl der minderjährigen Flüchtlinge im Königreich während des Zweiten Weltkriegs wird auf 20.000 geschätzt. Nach dem Kriegsbeginn 1939 wurde ein Teil der deutschen Jugendlichen ab dem Alter von 15 als ausländische Angehörige von Feindstaaten interniert und nach Kanada und Australien gebracht.
Die britischen Behörden zweifelten während der Flüchtlingskrise in Europa ab 2015 im Zeitraum zwischen Juni 2015 und Juli 2016 bei 1.060 von insgesamt 3.472 Fällen unbegleiteter minderjähriger Flüchtlinge die behauptete Minderjährigkeit an und untersuchten 933 dieser Fälle. Bei 68 % der Personen wurde dabei eine Volljährigkeit festgestellt. Die Professorin und Menschenrechtsaktivistin Marie-Benedicte Dembour beklagte nach der Analyse dieser Zahlen und der Verfahrensweisen unter anderem, dass die Richtlinien im Königreich bei der Feststellung des Alters nicht zwingend vorschreiben würden, beim geringsten Zweifel im Sinne des Kindes zu entscheiden.

### Vereinigte Staaten von Amerika
Zahlreiche unbegleitete Minderjährige fliehen vor allem aus Honduras, Guatemala und El Salvador in die Vereinigten Staaten. Während US-Gesetze es Grenzschützern erlauben, aus Mexiko kommende Jugendliche an der Grenze zurückzuweisen, ist minderjährigen Migranten aus Zentralamerika auf Basis des von George W. Bush unterzeichneten William Wilberforce Trafficking Victims Protection Reauthorization Act of 2008 ein Asylverfahren garantiert. Dieses Gesetz sollte sie vor Bandenkriminalität und Gewalt schützen. Mangels entsprechender Aufstockung des Personals in der Verwaltung verzögerte sich anschließend die Prüfung der Asylanträge.
Am 15. Juni 2012 erklärte Barack Obama einen Abschiebestopp für diejenigen jungen illegalen Einwanderer, die bestimmten Kriterien eines als DREAM Act bekannt gewordenen Gesetzesentwurfs genügen, und bot ihnen Möglichkeiten für eine vorübergehende Legalisierung ihres Aufenthaltes unter dem Dekret Deferred Action for Childhood Arrivals (DACA). Das Ende dieser Maßnahme wurde 2017 von der Administration um Präsident Trump beschlossen. Im Juni 2013 verabschiedete der Senat einen Gesetzesentwurf zur Einwanderungsreform, das Einwanderern die Erreichung eines legalen Aufenthaltsstatus und nach 13 Jahren Aufenthalt die Erlangung der Staatsbürgerschaft ermöglichen soll und zugleich Maßnahmen in Höhe von 46 Milliarden Dollar über zehn Jahre zur Verschärfung von Grenzkontrollen vorsieht. Die Zustimmung des Repräsentantenhauses steht noch aus (Stand: Juli 2014).
Zigtausende unbegleitete Minderjährige aus Honduras, Guatemala und El Salvador waren im Sommer 2014 in Notunterkünften untergebracht. Das Heimatschutzministerium gab im Juni 2014 bekannt, dass der US-Grenzschutz seit Oktober 2013 bereits 52.000 minderjährige Migranten ohne ihre Eltern aufgegriffen hatte. Im Juni 2014 appellierte Obama an Eltern in Lateinamerika, ihre Kinder angesichts der Gefahren der Reise und der Aussicht auf Abschiebung nicht allein oder mit Schleppern über die Grenze zu schicken. Vom Kongress verlangte Obama mehrere Milliarden Dollar Notfallhilfe für den Umgang mit den Kinderflüchtlingen. Anfang Juli 2014 ersuchte Obama den Kongress um eine Änderung des Gesetzes von 2008, um eine schnellere Abschiebung minderjähriger Flüchtlinge nach Guatemala, El Salvador und Honduras zu ermöglichen. Gouverneur Rick Perry beschloss etwa zwei Wochen später, eintausend Soldaten der texanischen Nationalgarde am texanischen Abschnitt der US-mexikanischen Grenze zu stationieren, um diesen Grenzabschnitt angesichts der Kindermigration verstärkt zu sichern.
In diesem Zusammenhang verstärkte Mexiko auf Druck der USA die Überwachung der Grenzen zu Guatemala und Belize.
Im Jahr 2018 kommt es vor allem seit April 2018 durch die zero tolerance-Politik der Regierung zur Inhaftierung illegal Eingereister. Ihre minderjährigen Kinder werden von ihren Eltern getrennt, da sie – schon laut Rechtsprechung im Fall Flores – ein Recht auf Freilassung haben. Sie werden somit faktisch zumindest zeitweise zu unbegleiteten Minderjährigen, die in Obhut genommen werden.
Im August 2019 urteilte das Bundesgericht in San Francisco, dass minderjährige Migranten bzw. Flüchtlinge das Recht auf genug Essen, sauberes Trinkwasser, eine Unterbringung in sauberen Einrichtungen mit Badezimmern, auf Seife und Zahnpasta sowie auf ausreichend Schlaf haben. Das US-Heimatministerium hatte zuvor vergeblich argumentiert, dass dies in einem Gesetz von 1997 nicht vorgeschrieben sei.

## Film und Fernsehen
- Little Alien